# Willem Adriaan Nicola

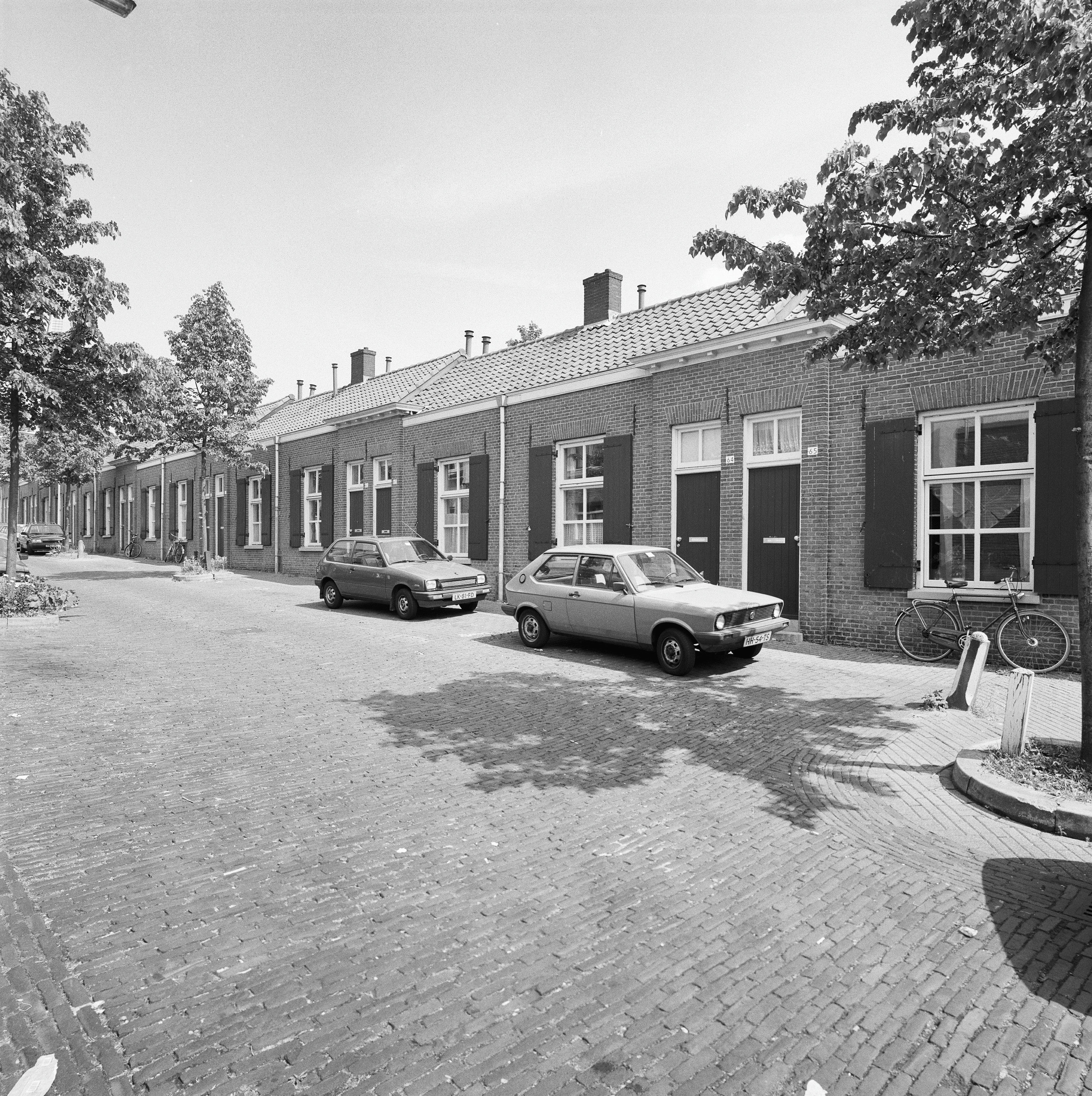
Arnhem, de door Nicola gebouwde arbeiderswoningen Paulstraat 59-65 in Klarendal

Willem Adriaan Nicola (Delft 23 februari 1817 - Arnhem 17 maart 1897) was een Nederlandse bouwmeester. 
Nicola was de zoon van bakker Pieter Nicola (1790/1791-1833) en Christina de Hooijer (1791/1792-1863). Hij huwde op 27 september 1841 in 's-Hertogenbosch met Georgette Eleonore Sanderson (1819-1873).
Nicola werd eerst opgeleid aan de Haagse tekenacademie, en vervolgens assistent van de Amsterdamse stadsbouwmeester Jan de Greef. Een week na diens overlijden op 2 december 1834 zette hij zijn opleiding voort aan de Koninklijke Akademie van Beeldende Kunsten in Amsterdam, om het jaar daarop al een kleine zilveren medaille te winnen met zijn tekening van de door Jean-François Thomas de Thomon (1760-1813) ontworpen Beurs in Sint-Petersburg (1805-1816).
Daarna vestigde Nicola zich in Utrecht, waar hij zich ver schoolde bij de aannemer-architect Floris Cornelis Everardus van Embden, voor wie hij als opzichter fungeerde bij de bouw van het Leesmuseum (1836-1837) aan het Domplein. Na diens plotselinge overlijden in december 1836 verhuisde hij naar Arnhem, vanwaar hij in de zomer van 1838 vergeefs solliciteerde naar de post van stadsbouwmeester in Utrecht als opvolger van Johannes van Embden, de vader van zijn voormalige werkgever.
In Arnhem zou Nicola de rest van zijn leven werkzaam zijn, eerst als opzichter, dan als architect en steenhouwer. Hier bouwde hij in 1854-1855 een veertigtal moderne arbeiderswoningen in de wijk Klarendal, te weten Paulstraat 52-65 en Catharijnestraat 119-145. Ander werk is tot dusverre niet van hem bekend. In 1851 werd hij lid van de Maatschappij tot Bevordering der Bouwkunst.